# Polyeuctus

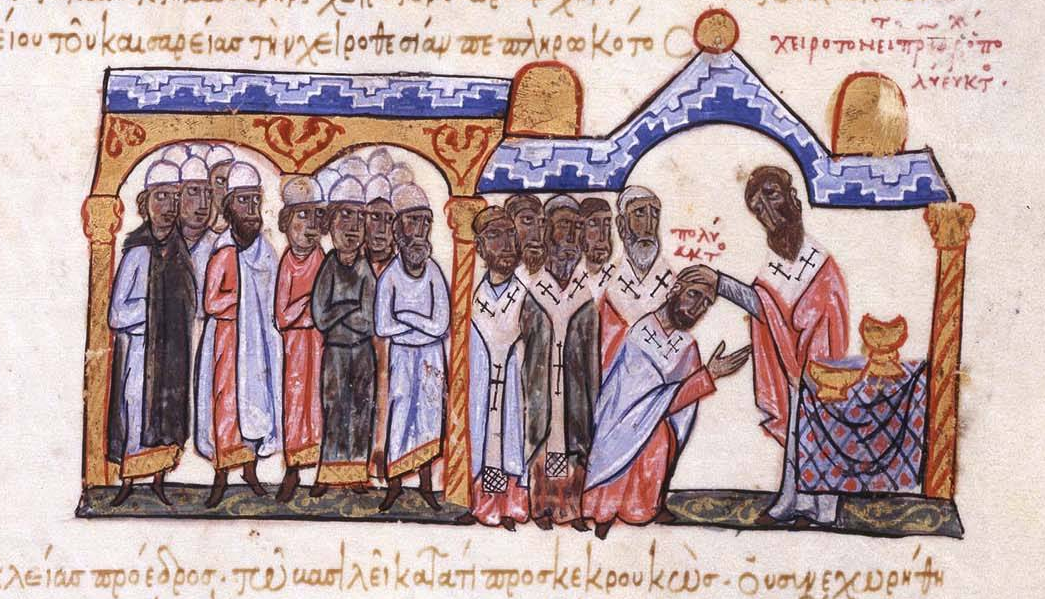
De consecratie van patriarch Polyeuctus in 956.

Polyeuctus (Grieks: Πολύευκτος) was patriarch van Constantinopel van 956 tot zijn dood in 970. Hij wordt herdacht op 5 februari. Hij was patriarch tijdens de revival van het Byzantijnse Rijk onder de Macedonische dynastie en was verantwoordelijk voor het christelijke doopsel van de heerser van het Kievse rijk.
Na het overlijden van patriarch Theophylactus Lecapenus in 956 werd Polyeuctus door keizer Constantijn VII benoemd tot patriarch. In tegenstelling tot zijn voorganger, een telg uit de keizerlijke familie, was Polyeuctus een religieus. Voor zijn installatie was hij immers een monnik. Kort hierna reisde de Russische regentes Olga naar Constantinopel, waar ze zich liet dopen door Polyeuctus. Ze was daarmee de eerste heerseres van het rijk van Kiev die zich liet dopen.
In 963 behoorde de patriarch tot de partij van keizerin-moeder Theophano, regentes voor de zonen van keizer Romanus II. Zij lag in conflict met grootkamerheer Jozef Bringas. In dezelfde partij als Polyeuctus bevond zich ook de domestikos van het Oosten, Nikephoros Phokas. In de zomer van dat jaar werd Nikephoros door het leger van Anatolië, onder leiding van Johannes Tzimiskes, uitgeroepen tot keizer, met steun van de patriarch. Hij was de jure slechts medekeizer voor de zonen van Romanus II, Basileios en Constantijn, maar de facto was hij alleen keizer.
In 969 werd keizer Nikephoros echter vermoord door zijn vrouw Theophano en zijn domestikos van het Oosten, Johannes Tzimiskes, die hem in 963 nog had gesteund bij zijn gooi naar het keizerschap. Johannes en Theophano hadden een buitenechtelijke relatie met elkaar. De domestikos lag in conflict met de keizer over de controle over de legers in het Oosten. Patriarch Polyeuctus steunde de nieuwe keizer, al kon hij uiteraard de moord niet goedkeuren. Vooraleer de nieuwe keizer te kronen eiste hij dat Theophano verbannen zou worden, dat de bezittingen van Johannes aan de armen zouden geschonken worden en dat de moordenaars van de keizer gestraft zouden worden. Johannes Tzimiskes had weinig andere keus dan instemmen met de eisen van de patriarch, waarna hij tot keizer werd gekroond.